# Lachnum deflexum
Lachnum deflexum är en svampart som först beskrevs av Graddon, och fick sitt nu gällande namn av R. Galán 1986. Lachnum deflexum ingår i släktet Lachnum och familjen Hyaloscyphaceae.   Inga underarter finns listade i Catalogue of Life.